# Karl Ebert (Politiker, 1900)
Karl Ebert (* 22. August 1900 in Villingen; † 17. November 1950 in Todtmoos) war ein deutscher Politiker (BCSV, CDU).

## Leben
Karl Ebert wurde als Sohn eines Gärtnermeisters geboren. Nach dem Besuch der Volksschule absolvierte er von 1915 bis 1918 eine Lehre als Gärtner, die er mit der Gehilfenprüfung abschloss. Von Juni bis November 1918 nahm er als Soldat am Ersten Weltkrieg teil. Er durchlief seine Wanderjahre von 1919 bis 1923 in verschiedenen Städten Deutschlands, besuchte von 1925 bis 1926 die Höhere Gärtnerlehranstalt in Thüringen und bestand Anfang 1927 die Prüfung als Gärtnermeister. Im Anschluss trat er als Teilhaber in das elterliche Unternehmen ein. Von 1939 bis 1940 nahm er als Soldat am Zweiten Weltkrieg teil.
Nach dem Kriegsende trat Ebert in die BCSV ein, aus der später der badische Landesverband der CDU hervorging. Er wurde 1946 Stadtrat in Villingen und war von 1946 bis 1947 Mitglied der Beratenden Landesversammlung des Landes Baden.